# 鬼魂俱乐部
鬼魂俱乐部（英語：The Ghost Club）是成立于英国的一个异常现象调研组织。该组织从1862年开始研究闹鬼事件，据信也是世界上最古老的灵异研究组织。

## 历史
俱乐部起源于1855年时英国剑桥三一学院的灵异现象讨论群体。1862年，该组织正式成立，成员有查尔斯·狄更斯和柯南·道尔等名人。俱乐部早期曾调查达文波特兄弟的“精神室”（spirit cabinet）闹剧，试图检验他们所声称的通灵现象。俱乐部致力于调查通灵现象，后曾因狄更斯的离世而一度解散。

### 近期历史
1998年，律师阿兰·穆迪（Alan Murdie）取代皮若特（Perrott）成为主席。穆迪写了一些有关鬼魂的书（如《闹鬼的布莱顿》（Haunted Brighton）），也常为《福特时代》（Fortean Times）杂志写稿子。该组织的第一位女主席凯西·吉尔林（Kathy Gearing）于2005年上任。
俱乐部每月都在位于伦敦大理石拱门附近的Victory Services Club进行聚会，且每年都会在英国进行几次调查行动。

## 知名成员
| - 作家查尔斯·狄更斯 - 发明家查尔斯·巴贝奇 - 作家阿瑟·柯南·道尔爵士 - 作家阿尔杰农·布莱克伍德 - 作家亚瑟·马钦 - 物理学家和化学家威廉·克鲁克斯爵士 - 空军将军休·道丁，第一代道丁男爵 - 作家阿瑟·库斯勒 - 哲学家C·E·M·焦德（Cyril Edwin Mitchinson Joad） - 极速记录挑战者唐纳德·坎贝尔 - 进化生物学家朱利安·赫胥黎爵士 - 作家奥斯博·西特韦尔（Osbert Sitwell）爵士 | - 作家威廉·巴特勒·叶芝 - 作家西格里夫·萨松 - 作家丹尼斯·维特利（Dennis Wheatley） - 邪典电影演员彼得·库欣 - 民间研究者皮特·昂德伍德（Peter Underwood） - 民间研究者（Maurice Grosse），曾参与调查“恩菲尔德骚灵” - 军官和探险者焦恩·布拉什佛德-斯奈尔（John Blashford-Snell）上校 - 牧师莱昂奈尔·梵索普（Lionel Fanthorpe） - 民间研究者林恩·匹克内特（Lynn Picknett） - 作家科林·威尔森 - 民间研究者基奥夫·赫尔德（Geoff Holder） - 民间研究者西雅兰·奥基夫（Ciarán O'Keeffe） |